# 舒 (汝拉省)
舒是法国汝拉省的一个市镇，位于该省南部，属于圣克洛德区。该市镇总面积8.27平方公里，2009年时的人口为132人。

## 人口
舒人口变化图示